# Harry Arndt
Harry Alexander Arndt (* 26. November 1936; † 13. November 2022 in Hanau) war ein deutscher Leichtathlet, Ultramarathonläufer und Sportfunktionär.

## Leben
Arndt studierte Grundschullehramt in Potsdam und an der Karl-Marx-Universität in Leipzig. Später studierte er in München und Frankfurt Pädagogik mit den Fächern Chemie, Geographie und Sport.
Er hält den deutschen Rekord des 100-Meilen-Laufs und mehrere Senioren-Weltrekorde im Ultramarathonlauf.
Arndt gründete 1975 den SSC Hanau-Rodenbach. Am 29. Dezember 1985 wurde in seinem Wohnzimmer die Deutsche Ultramarathon-Vereinigung gegründet, deren Präsident er zwischen 1990 und 2001 war. Er ist seit 2002 einer ihrer Ehrenpräsidenten.
Er starb am 13. November 2022 an einer Hirnblutung in einem Krankenhaus in Hanau im Alter von 85 Jahren.
Sein Sohn ist der Leichtathlet Carsten Arndt.

## Auszeichnungen
- 1996: Bundesverdienstkreuz[4]
- 2002: August-Schärttner-Preis
- 2006: Ehrenbrief des Landes Hessen